# Dvorec Brinje (Brynie)
Dvor Brinje je nekoč stal v naselju Dule v občini Škocjan. V virih je znan samo en lastnik in sicer Wolf Andrej Michatschavitscha. Valvasorjeva zgodba pravi, da se je plemič oženil z neko vdovo in nato prišel k tašči zahtevat denar. Ker ni dobil ničesar, je podtaknil ogenj, taščo pa, ki je zbežala z vso srebrnino in zlatnino je kasneje prestregel in oropal.